# Bornio da Sala
Bornio da Sala (Bologna, 1400 circa – Bologna, 13 agosto 1469) è stato un giurista e scrittore italiano, professore di diritto civile all’Università di Bologna.

## Biografia
Nacque a Bologna dopo il 1400 da una nobile famiglia bolognese. Per tutta la vita fu legato alla sua città natale. Dopo essersi laureato in diritto civile nel 1425 cominciò la carriera di insegnante universitario presso l'Università di Bologna e quella di lettore presso lo Studio bolognese. Nel 1435 si laureò in diritto canonico. Grazie alle sue notevoli capacità e al prestigio dei suoi incarichi universitari, Bornio fu chiamato a ricoprire molte cariche cittadine. Data la sua integrità morale e la sua devozione alla Chiesa cattolica, Bornio si trovò spesso in disaccordo con i suoi concittadini; lui infatti appoggiava le pretese papali e la linea di pensiero della sede apostolica. Per questo motivo, nel 1459, fu protagonista di un avvenimento particolare: quando il papa Pio II visitò la città, Bornio fu incaricato di tenere un discorso di benvenuto. Lui invece intervenne con un'invettiva contro la corruzione cittadina. Di conseguenza dovette allontanarsi da Bologna sotto la protezione di Pio II per sfuggire alle ire dei bolognesi. Non si sa con certezza quando e per quanto tempo rimase in esilio. Negli anni Sessanta del Quattrocento consegnò le insegne dottorali ai figli e pose termine all'insegnamento.
Bornio da Sala morì a Bologna il 13 agosto 1469 e fu sepolto nella basilica di S. Francesco.
Ebbe rapporti epistolari con i maggiori umanisti del tempo: Giacomo Ammannati Piccolomini, Francesco Barbaro, Giovanni Aurispa, Lodovico Casella, il Panormita, Poggio, Francesco Filelfo e beato Ambrogio Traversari. Lasciò numerosi scritti; la maggior parte dei quali andò perduta o rimase inedita. Cherubino Ghirardacci, storico bolognese del Cinquecento, nel suo libro "Historia di Bologna", riporta l'elenco delle opere di Bornio. Da tale elenco risulta che quest'ultimo, nonostante la sua lunga carriera accademica come insegnante di giurisprudenza, si interessò maggiormente a materie religiose e morali piuttosto che a questioni legali. 
Tra i suoi trattati più importanti vi sono "De patientia" o "De civili bello", "Contra impietatem Iudeorum" e "De Principe" dedicato a Borso d’Este.
Bornio fu anche scrittore, anche se non molto prolifico, di versi volgari, che rappresentano la parte migliore della sua opera. Delle sue poesie ci sono rimasti tre sonetti e una canzone.